# Quintetto per pianoforte e archi (Elgar)
Il Quintetto per pianoforte e quartetto d'archi in la minore, Op. 84 è un'opera da camera scritta dal compositore inglese Edward Elgar nel 1918-1919.

## Storia
Elgar lavorò al Quintetto e ad altri due importanti pezzi da camera nell'estate del 1918 mentre soggiornava a Brinkwells vicino a Fittleworth nel Sussex. W. H. "Billy" Reed riteneva che tutti e tre fossero "influenzati dall'ambiente tranquillo e pacifico durante quella meravigliosa estate".
Il Quintetto fu eseguito per la prima volta il 21 maggio 1919 dal pianista William Murdoch, dai violinisti Albert Sammons e W. H. Reed, dal violista Raymond Jeremy e dal violoncellista Felix Salmond. Tra questi musicisti c'erano alcuni degli amici fidati e collaboratori musicali del compositore, Reed aveva lavorato con lui al Concerto per violino ed alla Sinfonia n. 3 e Salmond aveva collaborato alla stesura del Concerto per violoncello. Albert Sammons in seguito realizzò la prima registrazione completa del Concerto per violino.
Il lavoro è dedicato a Ernest Newman, critico musicale di The Manchester Guardian.

## Movimenti
Il quintetto è articolato in tre movimenti:
1. Moderato – Allegro
2. Adagio
3. Andante – Allegro

Parlando della durata di un'esecuzione normale, il primo movimento dura circa 14 minuti, l'adagio un po' meno di 12 e l'ultimo movimento un po' più di 10, rendendo questo il più lungo dei lavori da camera di Elgar.
La prima reazione di sua moglie nel sentire le tre opere da camera fu "E. scrive nuova meravigliosa musica" e più di cinquant'anni dopo Gramophone concordò:
Il Quintetto fu registrato per la prima volta da Ethel Hobday con lo Spencer Dyke Quartet per la National Gramophonic Society nel dicembre 1925. Compton Mackenzie suggerì che Elgar stesso avrebbe dovuto suonare il piano per la registrazione, ma il compositore rifiutò l'invito rispondendo: "Non suono mai il pianoforte - Mi inerpico orchestralmente attraverso ogni cosa in un modo che farebbe invidia a tutti i pianisti esistenti".
Fu in seguito registrato elettricamente per la HMV da Harriet Cohen e lo Stratton Quartet all'inizio di ottobre 1933, immediatamente prima che il compositore si ammalasse gravemente. Le incisioni di prova furono portati di corsa al capezzale di Elgar; il piacere che ottenne da essi ispirò Fred Gaisberg a registrare il Quintetto come regalo di Natale per il compositore malato.
Il lavoro impiegò alcuni anni per affermarsi nel repertorio, ma negli ultimi anni è stato eseguito e registrato molte volte.

## Altre versioni
Un'orchestrazione del Quintetto per pianoforte fu completata da Donald Fraser nel 2015. La sua prima incisione, una performance della English Symphony Orchestra diretta da Kenneth Woods, fu pubblicata a maggio 2016. Fu eseguita in anteprima dall'ESO e Woods all'2015 Elgar Pilgrimage nella Elgar Concert Hall presso l'Università di Birmingham nell'ottobre 2015. Christopher Morley, critico di lunga data del Birmingham Post, riconobbe il significato storico della première, affermando che era "uno dei due eventi più interessanti che ho sperimentato durante una carriera di recensore che si avvicina a mezzo secolo. Lo spettacolo di ottobre sotto la bacchetta di Kenneth Woods nella Concert Hall opportunamente chiamata Elgar presso  l'Università di Birmingham è stata una rivelazione... Questo trionfo della trascrizione merita di essere ascoltato in tutto il mondo". L'esecuzione fu successivamente salutata come 2015 Première of the Year (Première dell'anno 2015) nella rivista Classical Music Magazine. Il musicologo Stephen Johnson, scrivendo per BBC Music Magazine, affermò che "Fraser non ha solo tradotto le note di Elgar in termini orchestrali ricchi e potenti, ma ha aggiunto (discretamente, va detto) i tipi di tocchi di colore e sprazzi figurativi che lo stesso Elgar avrebbe potuto benissimo introdurre. Sembra proprio Elgar... meravigliosamente realizzato, interpretato con calore e comprensione e registrato simpateticamente". Andrew Clements scrisse in The Guardian che "Il lavoro di Fraser sul quintetto sembra davvero dare alla musica un'altra dimensione... Come annotato da Fraser, alcuni passaggi, come il secondo tema del movimento di apertura, si collegano immediatamente con il mondo delle sinfonie ed il poema sinfonico Falstaff… L'esecuzione di Kenneth Woods con l'Orchestra Sinfonica Inglese dimostra certamente che si tratta di un'opera orchestrale plausibile.”

## Incisioni
- Nel 2003 il programma Building a Library (Costruire una biblioteca) di BBC Radio 3 raccomandava una registrazione del Sorrel Quartet (Gina McCormack, Catherine Yates, Sarah-Jane Bradley e Helen Thatcher) e Ian Brown con l'etichetta Chandos.
- Le registrazioni precedenti includono, a partire dall'era dei 78 giri, la versione dello Stratton Quartet/Harriet Cohen menzionata sopra e negli anni dei LP, John Ogdon e l'Allegri Quartet, ristampati su CD rispettivamente da Dutton ed EMI. Una registrazione fatta nel 1963 c.ca per la Delta Records dell'Aeolian Quartet, successore dell'Aeolian Quartet, include Watson Forbes (viola) (con Leonard Cassini, pianoforte), un membro degli Stratton nella registrazione del 1933, in modo che vi sia una continuità di tradizione in questa esecuzione.
- L'orchestrazione del Quintetto di Donald Fraser fu registrata nella Elgar Concert Hall di Birmingham il 9 ottobre 2015 e pubblicata nel 2016 da Avie Records col codice AV2362. Gli artisti erano Kenneth Woods, direttore e l'English Symphony Orchestra. Fu una registrazione di Classic FM del mese di maggio 2016 e rimase stabile per otto settimane nelle classifiche di musica classica del Regno Unito.